# Сражение при Томпсонс-Стейшен
Сражение при Томпсонс-Стейшен (англ. Battle of Thompson's Station) произошло 5 марта 1863 года на территории теннессийского округа Уильямсон в ходе гражданской войны в США. В период затишья на фронтах, которое последовало после сражения при Стоун-Ривер федеральная пехотная бригада Джона Коберна вышла из Франклина для разведки в направлении на Колумбию. Около Спринг-Хилл Коберн атаковал два полка южан, но был отбит. Генерал Эрл ван Дорн, командующий кавалерией Юга, перехватил инициативу и бросил во фронтальную атаку кавалерийскую дивизию Джексона, а дивизию Натана Форреста направил в обход левого фланга противника в его тыл. С третьей атаки Джексон захватил доминирующую высоту, а Форрест захватил обоз и отрезал северянам пути отступления. Федеральная бригада растратила боеприпасы и сдалась со всеми офицерами.